# Tomáš Pospíchal
Tomáš Pospíchal (* 26. Juni 1936 in Pudlov; † 21. Oktober 2003 in Prag) war ein tschechischer Fußballspieler und Fußballtrainer. Mit der Tschechoslowakei wurde er 1962 Vize-Weltmeister.

## Vereinskarriere
Tomáš Pospíchal begann mit dem Fußballspielen bei Zejda Přerov, wechselte aber bald zum größeren SK Přerov. Als seine Familie nach Telč zog, spielte er für den dortigen Verein Sokol. Schon nach kurzer Zeit kehrte die Familie nach Nordmähren zurück und Pospíchal schloss sich Baník Ostrava an, das damals noch Sokol OKD Ostrava hieß.
Nach nur einer Saison wechselte der Stürmer zu Baník Vítkovice, wo er schon als 16-Jähriger mit einer Sondergenehmigung in der 2. Tschechoslowakischen Liga zum Einsatz kam.
Pospíchal wechselte 1955 zum Armeeverein Tankista Prag, um dort seinen Wehrdienst abzuleisten. Die Mannschaft wurde nach einer Saison nach Pardubice delegiert und spielte dort als Dukla Pardubice.
1957 kehrte Pospíchal nach Ostrava zurück und spielte dort bis 1964. Anfang 1965 wechselte er zu Sparta Prag, wo er sogleich die Meisterschaft gewann. Diesen Erfolg konnte er zwei Jahre später wiederholen.
Mit 32 Jahren ging der rechte Außenverteidiger ins Ausland und schloss sich dem französischen FC Rouen an. Pospíchal, in Rouen auch als Spielertrainer tätig, beendete seine Laufbahn 1971.
In der 1. Tschechoslowakischen Liga absolvierte Pospíchal 239 Spiele und schoss 70 Tore.

## Nationalmannschaft
In der Tschechoslowakischen Nationalmannschaft debütierte Tomáš Pospíchal am 21. April 1956, die Tschechoslowakei trennte sich von Brasilien torlos. 
1962 fuhr er mit zur Weltmeisterschaft nach Chile. In den Gruppenspielen saß er nur auf der Bank, ab dem Viertelfinale gehörte er zur Startelf. Im Endspiel gegen Brasilien bereitete er die tschechoslowakische Führung durch Josef Masopust vor, letztlich behielten die Brasilianer aber mit 3:1 die Oberhand.
Sein letztes von insgesamt 26 Länderspielen machte Pospíchal am 30. Mai 1965, die Tschechoslowakei unterlag in Bukarest Rumänien mit 0:1.

## Trainer
Nach seiner Rückkehr aus Frankreich übernahm Pospíchal den Viertligisten TJ Břevnov. Schon 1972 wurde er Trainer bei seinem ehemaligen Klub Baník Ostrava und führte ihn in seiner ersten Saison zum tschechoslowakischen Pokalsieg. Von 1975 bis 1977 war er Trainer von Škoda Pilsen, anschließend trainierte er für zehn Jahre FC Bohemians Prag, wo er zu einer Legende wurde.
In der Saison 1982/83 holte er den bis heute einzigen Meistertitel für Bohemians. Schon da hatte Pospíchal allerdings mit Herzproblemen zu kämpfen. Er erlitt mehrere Infarkte und musste die Leitung der Mannschaft kurzzeitig abgeben. In der Saison 1983/84 fehlte er sogar die ersten acht Spiele gesundheitsbedingt.
Seine letzte Station war in der Spielzeit 1987/88 Slavia Prag.
1992 brachte er mit Hilfe des Journalisten und Autors Vladimír Zemánek eine Autobiographie mit dem Titel Fotbal nemá logiku (deutsch: Fußball hat keine Logik) heraus, es ist gleichzeitig ein ihm zugeschriebenes Zitat.